# 18 février 1913
Le mardi 18 février 1913 est le 49e jour de l'année 1913.

## Naissances
- Artur Axmann (mort le 24 octobre 1996), militaire allemand
- Auguste Le Breton (mort le 31 mai 1999), écrivain français
- Erich Mußfeldt (mort le 28 janvier 1948), SS allemand
- Jan Josephus Poelhekke (mort le 25 août 1985), historien néerlandais
- Julien Buge (mort le 18 mai 1940), footballeur français
- Manuel de Nóbrega (mort le 17 mars 1976), acteur et humoriste brésilien
- Marianne Mahn-Lot (morte le 10 novembre 2005), historienne française
- Walter Werginz (mort le 21 mars 1944), joueur de football autrichien
- Wilfrid Emmett Doyle (mort le 14 septembre 2003), évêque catholique

## Décès
- George Washington Custis Lee (né le 16 septembre 1832), général d'armée confédéré américain

## Événements
- Création des comtés de Jefferson et   de Madison en Idaho
- Fondation de la ville de Reedley en Californie
- Raymond Poincaré devient le Xe président de la IIIe République Française en succédant à Armand Fallières.
- Mexique, Victoriano Huerta renverse Francisco Madero.